# Cantuccini

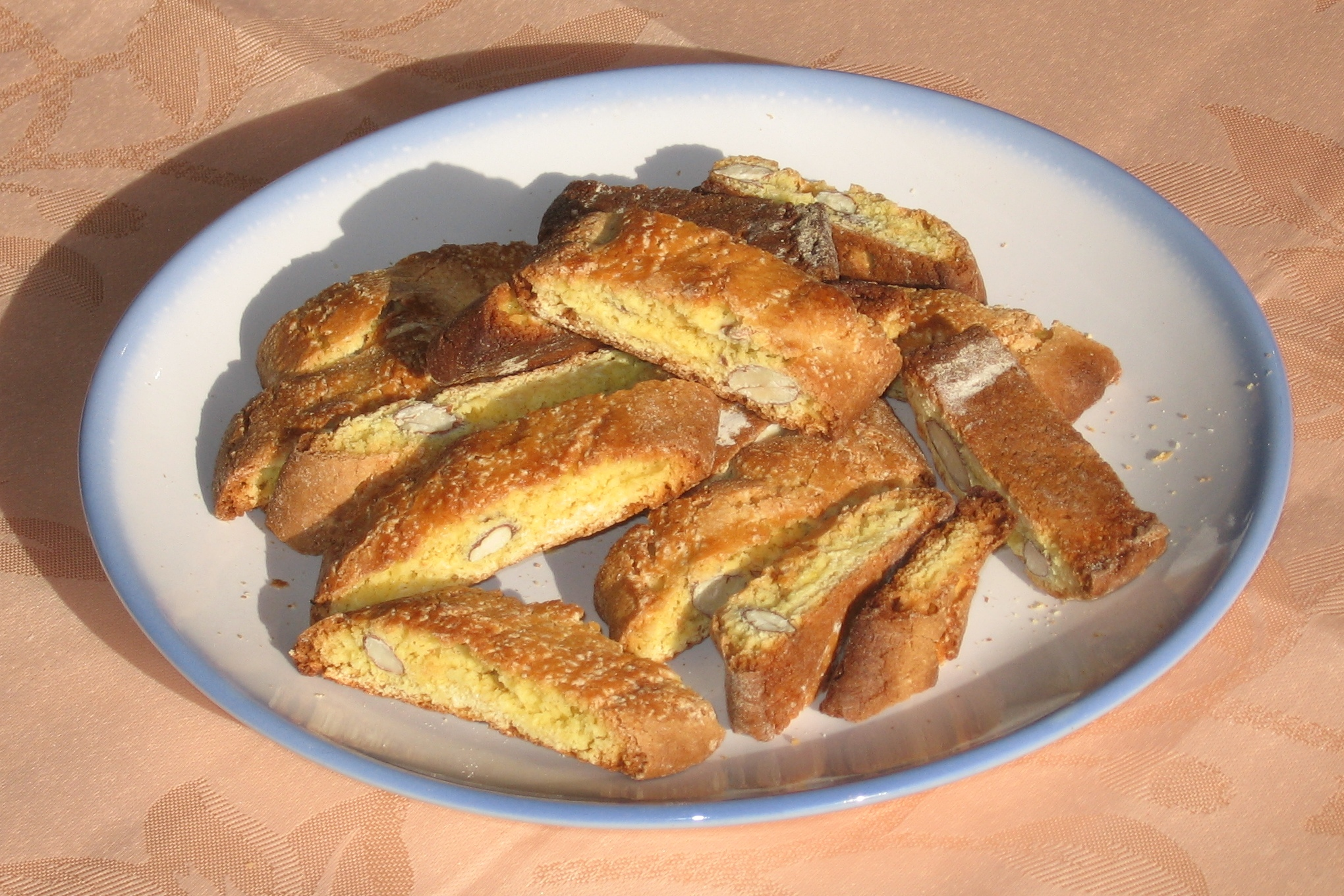
Cantuccini o biscotti di Prato.

Los cantuccini, también llamados cantucci o biscotti di Prato, son uno de los dulces más apreciados de la gastronomía toscana, típicos de Prato, de ahí su otra denominación. Es un biscote seco de almendra que se obtiene sacando del horno el pastel obtenido para cortarlo en rebanadas de aproximadamente 1 cm (en caliente), y acabando de cocer a continuación los trozos cortados durante un rato más. De ahí el nombre bis-cotto, que significa ‘cocido dos veces’, y que equivale al español bizcocho y al francés (y posteriormente al inglés) biscuit. En el Lacio se llaman tozzetti.

## Receta tradicional
La masa de los cantucci se compone exclusivamente de harina, azúcar, huevo, y almendra. La almendra debe ser entera y sin pelar. En la receta tradicional no debe usarse ningún tipo de levadura, mantequilla, leche o aceite.   
Tradicionalmente, se sirve como postre con el vin santo toscano. El vino es servido en vasos pequeños de cristal y los cantucci se mojan en el mismo antes de llevarlos a la boca. Se venden junto a otra especialidad dulce de Prato, los bruttiboni. 
El origen de los cantucci se remonta a una receta sin almendra del siglo XVI, donde el nombre parece derivar de “canto” o “cantellus”, trozo o rebanada de pan en latín. En 1691 el diccionario de la Accademia della Crusca  define el cantuccio (singular de cantucci) como una galleta a rebanadas a base de harina, azúcar y clara de huevo. Los cantucci más famosos de la época eran producidos en Pisa, como testimonia el naturalista Francesco Redi en sus numerosos intercambios epistolares desde esa ciudad. Redi escribe entre los años 1647 y el 1697 en su Libro de’ ricordi que acostumbraba a acompañar sus cartas con cantucci comprados en Pisa. En un principio, se añadieron almendras enteras, como en los biscottelli de la época de Catalina de Médici, sólo en algunas variantes de la receta, convirtiéndose en un elemento característico sólo a partir de la segunda mitad del siglo XIX.
La primera receta documentada proviene de un manuscrito de Amadio Baldanzi, un erudito pratense del siglo XVIII, conservado en el archivo de Prato. En este documento, al biscote se le llamaba «a la genovesa». La receta que ha llegado a nuestros días fue recuperada por Antonio Mattei, pastelero de Prato, quién ganó diversos premios en ferias italianas y extrajeras recibiendo una mención especial en la Exposición Universal de París de 1867. Su pastelería existe aún en Prato y está considerada la depositaria de la tradición de este dulce. En 2011, nace la asociación “Assocantuccini” con el objetivo de obtener la Indicación Geográfica Protegida, hecho que se consigue en 2015.

## Variantes

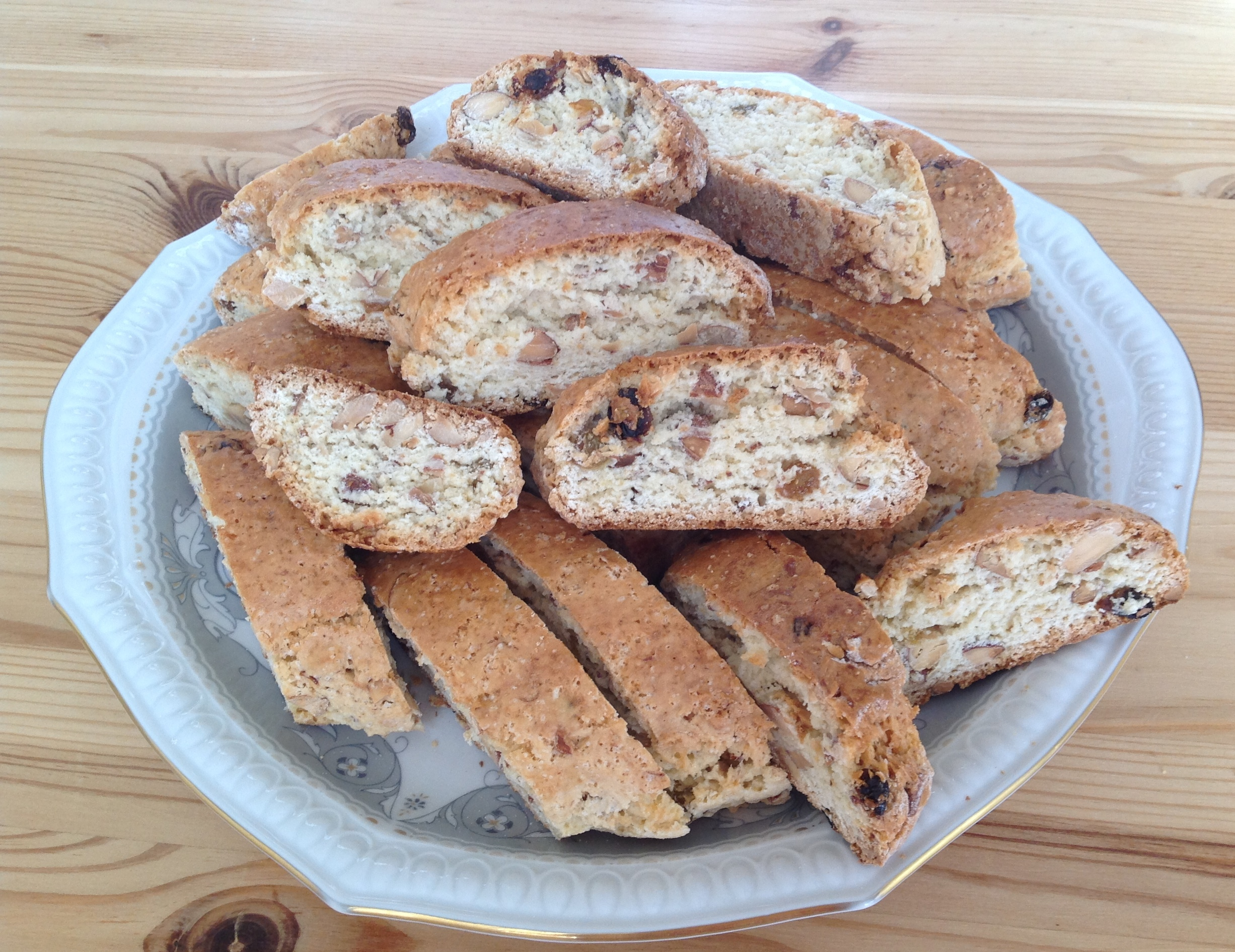
Tozzetti preparados con avellanas

Existen dulces similares en otras regiones italianas. En Lazio y Umbría se llaman tozzetti y pueden preparase con avellanas, pistaches, u otra fruta seca en vez de almendras. En Basilicata se llaman stozze. En Sicilia, los tagliancozzi son una variante más dulce típica de Marsala y los quaresimali llevan además harina de almendras y canela. También existen dulces parecidos en España, probablemente por la larga influencia aragonesa y española en Italia y el intercambio cultural en el Mediterráneo, como son los carquiñoles de Cataluña y los rosegones de Valencia.